# Кукушкин, Михаил Александрович
Михаи́л Алекса́ндрович Куку́шкин (род. 26 декабря 1987, Волгоград, СССР) — казахстанский теннисист, до 2008 года выступавший за Россию; победитель одного турнира ATP в одиночном разряде. 10 раз за карьеру заканчивал сезон в топ-100 мирового рейтинга, высшее место в рейтинге в карьере — 39-е.

## Общая информация
Михаил — младший из двух детей Александра и Татьяны Кукушкиных; его сестру зовут Екатерина. Отец был первым тренером Михаила, работая с ним с первых опытов Кукушкина-младшего на корте в 6-летнем возрасте до его 17-летия.
Любимое покрытие — хард.

## Спортивная карьера

### 2000-е годы
Начал играть в теннис в шесть лет. В профессионалах с 2007 года. В 2006 первый раз доходит до финала турнира серии «фьючерс». В 2007 дважды побеждает на турнирах серии «челленджер» в Саранске и Самарканде. В этом же году впервые принимает участие в основной сетке турнира ATP в Санкт-Петербурге. В 2008 году побеждает на «челленджере» в итальянской Барлетте и «фьючерсе» в России. В этом году сыграл в основной сетке сразу на нескольких турнирах ATP: в Барселоне (третий раунд), в Умаге (первый раунд), Москве (первый раунд) и Санкт-Петербурге (второй раунд).
В марте 2009 года первый раз пробился в основную сетку на турнире серии Мастерс в Майами, где сумел дойти до второго раунда. В апреле такого же результата достигает в Барселоне. В мае сумел отобраться в основную сетку турнира в Эшториле. В июле побеждает на Челленджере в Пензе. В конце сентября играет в основной сетке турнира в Куала-Лумпуре. В октябре 2009 года на Кубке Кремля, победив по пути Фабио Фоньини, Уэйна Одесника и Пабло Куэваса, Михаил Кукушкин впервые дошел до полуфинала на турнире ATP. В полуфинальной встрече он проигрывает россиянину Михаилу Южному 2-6, 1-6.

### 2010-е годы

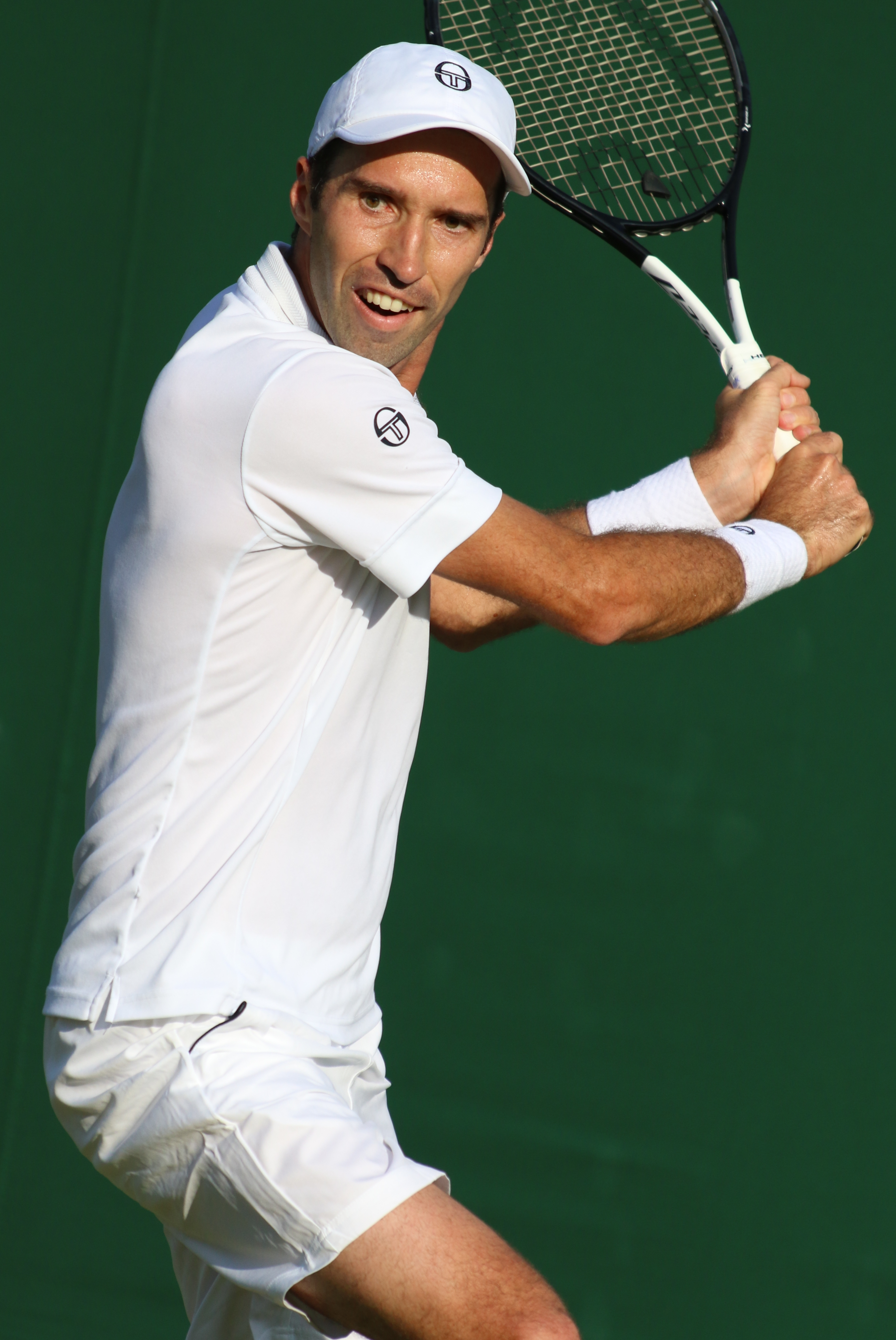
Уимблдон 2019 года

Летом 2010 года, выиграв «челленджер» в Брауншвейге и Пензе, впервые поднимается в рейтинге теннисистов-профессионалов в первую сотню. В августе дебютирует в основной сетке на турнире Большого шлема Открытом чемпионате США, где уступает в первом круге швейцарцу Стэну Вавринке 3-6, 2-6, 2-6. В конце сентября сумел выйти в четвертьфинал в Бангкоке, где проигрывает первой ракетке мира испанцу Рафаэлю Надалю 2-6, 3-6. 31 октября 2010 года, переиграв в финале турнира в Санкт-Петербурге Михаила Южного со счетом 6-3, 7-6(2) Михаил Кукушкин выиграл свой первый в карьере турнир ATP. По пути к финалу ему также удалось переиграть Жереми Шарди, Теймураза Габашвили, Янко Типсаревича и Илью Марченко.
На Открытом чемпионате Австралии 2012 года Кукушкин во втором круге обыграл 19-го сеянного Виктора Троицки в пяти сетах — 5-7, 6-4, 6-2, 4-6, 6-3. В третьем круге Кукушкин обыграл 14-го сеянного Гаэля Монфиса — 6-2, 7-5, 5-7, 1-6, 6-4. В 4-м круге в матче против Энди Маррея Кукушкин был вынужден сняться в третьем сете. По итогам турнира Кукушкин поднялся с 92-го на 64-е место в рейтинге. Примечательно, что Кукушкин принимал участие в 10 последующих Открытых чемпионатах Австралии (2013—2022) и каждый раз проигрывал в первом круге.
В октябре 2013 года играл дошёл до финала Кубка Кремля, где проиграл Ришару Гаске — 6-4, 4-6, 4-6.
В январе 2015 года дошёл до финала турнире ATP 250 в Сиднее, где проиграл Виктору Троицки (2-6, 3-6).
Сезон 2018 года закончил на высшем в карьере 53-м месте в рейтинге.
В феврале 2019 года впервые почти за 4 года дошёл до финала турнира ATP. На турнире ATP 250 в Марселе Кукушкин в двух сетах проиграл Стефаносу Циципасу. 25 февраля 2019 года поднялся на высшее в карьере 39-е место в рейтинге.
В марте 2019 года дошёл до финала турнира серии челленджер в Фениксе (США), проиграв в финале в трёх сетах Маттео Берреттини из Италии.
В июле 2019 года Михаил на Уимблдонском турнире дошёл до 4-го круга, но проиграл в четырёх сетах японцу Кэю Нисикори.
На Открытом чемпионате США 2019 года дошёл до второго раунда, но проиграл Алексею Попырину в четырёх сетах.

### 2020-е годы

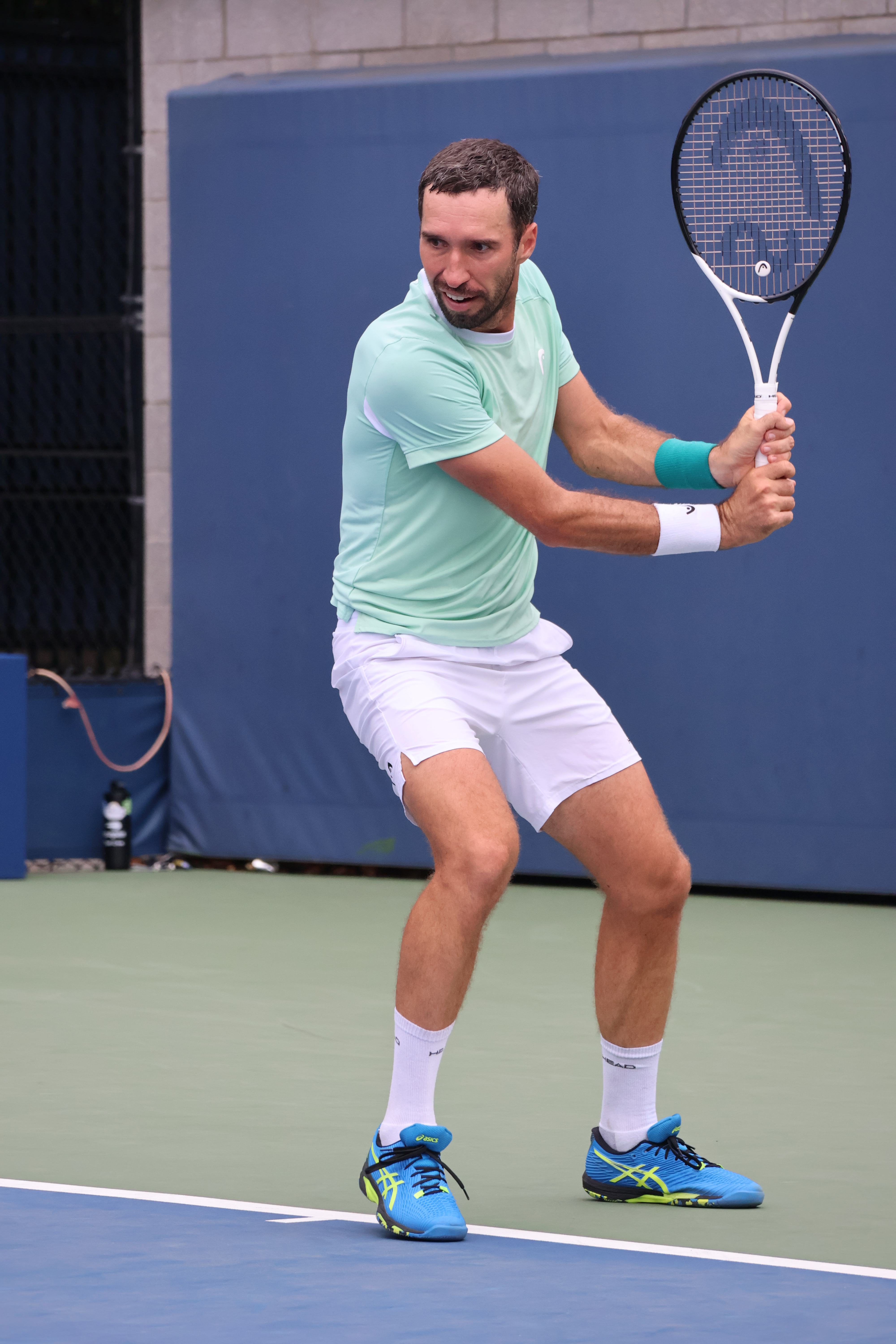
Открытый чемпионат США 2023 года

На Открытом чемпионате Австралии 2020 года в мужском парном разряде Кукушкин в паре с Александром Бубликом дошёл до полуфинала, где пара из Казахстана уступила будущим чемпионам Радживу Раму и Джо Солсбери — 6-4, 3-6, 4-6. 2 марта 2020 года Кукушкин поднялся на высшее в карьере 67-е место в парном рейтинге. На Открытом чемпионате США Кукушкин в основной сетке сумел обыграть Аттилу Балажа в 3 сетах и 13-го сеянного Кристиана Гарина в 5 сетах. В третьем круге Кукушкин уступил Джордану Томпсону в 3 сетах. Эти победы стали последними для Кукушкина в основной сетке турниров Большого шлема.
2021 год сложился неудачно — в начале года Кукушкин занимал 89-е место в рейтинге, а в конце года — только 182-е. В 2022 году Кукушкин выиграл только 1 матч из 11 на уровне основных сеток турниров ATP — на турнире серии Мастерс в Майами у Ботик ван де Зандсхюлпа. В конце сезона дошёл до финала представительного «челленджера» в Андрии, благодаря чему вернулся в топ-200 рейтинга.
В апреле 2023 года впервые за 15 с лишним лет выпал из топ-300 мирового рейтинга, но довольно быстро вернулся туда.
В июне и июле 2023 года играл в финалах 2 турниров серии «челленджер» на харде в США, но оба раза проигрывал в трёх сетах.
В феврале 2024 года 36-летний Кукушкин выиграл «челленджер» в Бахрейне, обыграв в финале Ришара Гаске. В 5 матчах турнире Кукушкин не проиграл ни одного сета. Для Кукушкина это стало первой победой на «челленджерах» с марта 2018 года. В начале марта выиграл «челленджер» в Тенерифе, который начал с квалификации. В 7 матчах Кукушкин проиграл только 1 сет (два соперника снялись по ходу матчей). Благодаря этому за два месяца 2024 года поднялся в рейтинге на 120 с лишним позиций — с 264-го на 140-е место. Так высоко последний раз Кукушкин стоял в рейтинге в конце лета 2021 года.
На Открытом чемпмионате Франции 2024 года прошёл квалификацию, но в первом круге почти без борьбы проиграл Фабиану Марожану (2-6, 2-6, 3-6). На Уимблдоне 2024 года проиграл в третьем круге квалификации Юго Гастону в 4 сетах.

## Рейтинг на конец года
| Год  | Одиночный рейтинг | Парный рейтинг |
| 2023 | 264               | —              |
| 2022 | 188               | 1067           |
| 2021 | 182               | 130            |
| 2020 | 89                | 76             |
| 2019 | 67                | 140            |
| 2018 | 53                | 451            |
| 2017 | 74                | 818            |
| 2016 | 89                | 416            |
| 2015 | 65                |                |
| 2014 | 70                | 144            |
| 2013 | 67                | 445            |
| 2012 | 107               | 426            |
| 2011 | 91                | 122            |
| 2010 | 59                | 386            |
| 2009 | 132               | 591            |
| 2008 | 148               | 608            |
| 2007 | 218               | 623            |
| 2006 | 605               | 781            |
| 2005 | 1497              | 1683           |

По данным официального сайта ATP на последнюю неделю года.

## Выступления на турнирах

### Финалы турниров ATP в одиночном разряде (4)

#### Победа (1)
| Титулы                      |
| --------------------------- |
| Турниры Большого шлема (0)* |
| Итоговый турнир ATP (0)     |
| Мастерс (0)                 |
| АТР 500 (0)                 |
| АТР 250 (1)                 |

| Титулы по покрытиям | Титулы по месту проведения матчей турнира |
| ------------------- | ----------------------------------------- |
| Хард (1)*           | Зал (1)                                   |
| Грунт (0)           | Зал (1)                                   |
| Трава (0)           | Открытый воздух (0)                       |
| Ковёр (0)           | Открытый воздух (0)                       |

* количество побед в одиночном разряде.
| №  | Дата            | Турнир                  | Покрытие   | Соперник в финале | Счёт       |
| 1. | 31 октября 2010 | Санкт-Петербург, Россия | Хард (зал) | Михаил Южный      | 6-3 7-6(2) |

#### Поражения (3)
| №  | Дата            | Турнир            | Покрытие   | Соперник в финале | Счёт        |
| 1. | 20 октября 2013 | Москва, Россия    | Хард (зал) | Ришар Гаске       | 6-4 4-6 4-6 |
| 2. | 14 января 2015  | Сидней, Австралия | Хард       | Виктор Троицки    | 2-6 3-6     |
| 3. | 24 февраля 2019 | Марсель, Франция  | Хард (зал) | Стефанос Циципас  | 5-7 6-7(5)  |

### Финалы челленджеров и фьючерсов в одиночном разряде (30)

#### Победы (17)
| Титулы            |
| Челленджеры (16)* |
| Фьючерсы (1+1)    |

| Титулы по покрытиям | Титулы по месту проведения матчей турнира |
| ------------------- | ----------------------------------------- |
| Хард (9)*           | Зал (1)                                   |
| Грунт (7+1)         | Зал (1)                                   |
| Трава (0)           | Открытый воздух (16+1)                    |
| Ковёр (1)           | Открытый воздух (16+1)                    |

* количество побед в одиночном разряде + количество побед в парном разряде.
| №   | Дата             | Турнир                | Покрытие    | Соперник в финале  | Счёт              |
| 1.  | 5 августа 2007   | Саранск, Россия       | Грунт       | Иван Сергеев       | 6-3 6-1           |
| 2.  | 11 августа 2007  | Самарканд, Узбекистан | Грунт       | Мануэль Хоркера    | 6-4 6-3           |
| 3.  | 30 марта 2008    | Барлетта, Италия      | Грунт       | Борис Пашански     | 6-3 6-4           |
| 4.  | 13 апреля 2008   | Москва, Россия        | Ковёр (зал) | Ян Мертль          | 6-7(4) 7-6(4) 6-3 |
| 5.  | 25 июля 2009     | Пенза, Россия         | Хард        | Илья Марченко      | 6-4 6-2           |
| 6.  | 4 июля 2010      | Брауншвейг, Германия  | Грунт       | Маркос Даниэль     | 6-2 3-0 — отказ   |
| 7.  | 24 июля 2010     | Пенза, Россия         | Хард        | Константин Кравчук | 6-3 6-7(3) 6-3    |
| 8.  | 31 июля 2011     | Астана, Казахстан     | Хард        | Сергей Бубка       | 6-3 6-4           |
| 9.  | 16 июня 2013     | Кошице, Словакия      | Грунт       | Дамир Джумхур      | 6-4 1-6 6-2       |
| 10. | 15 сентября 2013 | Стамбул, Турция       | Хард        | Илья Марченко      | 6-3 6-3           |
| 11. | 22 сентября 2013 | Измир, Турция         | Хард        | Люк Соренсен       | 6-1 6-4           |
| 12. | 2 августа 2015   | Астана, Казахстан     | Хард        | Евгений Донской    | 6-2 6-2           |
| 13. | 5 июня 2016      | Простеёв, Чехия       | Грунт       | Мартон Фучович     | 6-1 6-2           |
| 14. | 12 июня 2016     | Москва, Россия        | Грунт       | Стивен Диес        | 6-3 6-3           |
| 15. | 18 марта 2018    | Ирвинг, США           | Хард        | Маттео Берреттини  | 6-2 3-6 6-1       |
| 16. | 18 февраля 2024  | Манама, Бахрейн       | Хард        | Ришар Гаске        | 7-6(5) 6-4        |
| 17. | 3 марта 2024     | Тенерифе, Испания     | Хард        | Маттео Джиганте    | 6-2 2-0 — отказ   |

#### Поражения (13)
| №   | Дата            | Турнир             | Покрытие   | Соперник в финале          | Счёт              |
| 1.  | 26 ноября 2006  | Мосрентген, Россия | Хард (зал) | Евгений Кириллов           | 6-3 1-6 3-6       |
| 2.  | 18 августа 2007 | Москва, Россия     | Грунт      | Михаил Елгин               | 6-7(5) 6-7(5)     |
| 3.  | 15 августа 2010 | Стамбул, Турция    | Хард       | Адриан Маннарино           | 4-6 6-3 3-6       |
| 4.  | 24 июля 2011    | Пенза, Россия      | Хард       | Арнау Брюгес Дави          | 6-4 3-6 2-6       |
| 5.  | 23 июня 2013    | Танжер, Марокко    | Грунт      | Пабло Карреньо Буста       | 2-6 1-4 — отказ   |
| 6.  | 28 июля 2013    | Астана, Казахстан  | Хард       | Дуди Села                  | 7-5 2-6 6-7(6)    |
| 7.  | 10 августа 2014 | Аптос, США         | Хард       | Маркос Багдатис            | 6-7(7) 4-6        |
| 8.  | 19 марта 2017   | Ирвинг, США        | Хард       | Аляж Бедене                | 4-6 6-3 1-6       |
| 9.  | 23 июля 2017    | Астана, Казахстан  | Хард       | Егор Герасимов             | 6-7(9) 6-4 4-6    |
| 10. | 17 марта 2019   | Финикс, США        | Хард       | Маттео Берреттини          | 6-3 6-7(6) 6-7(2) |
| 11. | 27 ноября 2022  | Андрия, Италия     | Хард (зал) | Леандро Риеди              | 6-7(4) 3-6        |
| 12. | 11 июня 2023    | Тайлер, США        | Хард       | Николас Морено де Альборан | 7-6(8) 6-7(0) 4-6 |
| 13. | 9 июля 2023     | Блумфилд-Хилс, США | Хард       | Стив Джонсон               | 4-6 7-6(7) 6-7(4) |

### Финалы челленджеров и фьючерсов в парном разряде (3)

#### Победа (1)
| №  | Дата        | Турнир          | Покрытие | Партнёр        | Соперники в финале            | Счёт                 |
| 1. | 13 мая 2007 | Виченца, Италия | Грунт    | Риккардо Гедин | Гильермо Карри Андрей Крачман | 7-6(2) 6-7(5) 7-6(5) |

#### Поражения (2)
| №  | Дата         | Турнир               | Покрытие | Партнёр             | Соперники в финале            | Счёт           |
| 1. | 6 мая 2006   | Наманган, Узбекистан | Хард     | Александр Недовесов | Жан-Франсуа Башло Николя Турт | 5-7 3-6        |
| 2. | 28 июля 2013 | Астана, Казахстан    | Хард     | Андрей Голубев      | Риккардо Гедин Клаудио Грасси | 6-3 3-6 [8-10] |